# 세사르 루이스 메노티
세사르 루이스 메노티(스페인어: César Luis Menotti, 1938년 11월 5일~2024년 5월 5일)는 깡마른 사나이(El Flaco)라는 별명으로 알려진 아르헨티나의 전 축구 선수이며 은퇴한 감독으로 아르헨티나 축구 국가대표팀의 총감독으로서 1978년 FIFA 월드컵을 우승하였다.
자신의 선수 시절 동안 그는 스트라이커로서 가장 현저하게 아르헨티나의 클럽들 로사리오 센트랄과 보카 주니어스를 위하여 활약하였다.

## 선수 경력
로사리오에서 태어난 메노티는 예비 팀을 위하여 어떤 경기들을 활약한 후, 1960년 로사리오 센트랄을 위하여 활약한 프리메라 디비시온에서 데뷔하였다. 그의 첫 프로 매치는 7월 3일 보카 주니어스를 상대로 3 대 1의 승리에 있었다.
메노티는 1964년 라싱 클루브로 이적되는 데 대비하여 로사리오 센트랄에서 4개의 시즌들에 남아있었고, 그리고나서 1965년 보카 주니어스로 옮겨 선수로서 자신의 첫 타이틀 - 1965년 프리메라 디비시온을 우승하였다. 2년 후에 메노티는 뉴욕 제네럴스를 위하여 활약하는 데 북미 사커 리그에 도착하였다. 1968년 그는 산투스 FC로 이적되어 펠레와 동료 선수였으면서 그해에 전부 캄페오나투 브라질레이루 세리이 A, 인터컨티넨털 수퍼컵과 캄페오나투 파울리스타를 우승하였다. 산투스와 자신의 재직 후에 메노티는 CA 주벤투스와 계약을 맺어 1970년 축구 선수 생활로부터 은퇴하였다.

## 초기 감독 경력
선수로서 은퇴한 후에 메노티는 자신이 함께 멕시코에서 열린 1970 멕시코 월드컵으로 여행을 떠났던 감독 미겔 "히타노" 후아레스와 함께 친구가 되었다. 자신의 친구 펠레에 의하여 이끄러진 브라질의 플레이스타일에 의하여 매혹된 그는 자신이 감독이 되는 데 결정하였다. 메노티는 뉴얼스 올드 보이스에서 후아레스의 수석 코치로 일하였다.
감독으로서 메노티는 카를로스 바빙톤, 미겔 브린디시, 로케 아발라이와 뛰어난 레네 오우세만 같은 두드러진 선수들을 포함했던 CA 우라칸과 함께 자신의 첫 타이틀 1973년 캄페오나토 메트로폴리타노를 우승하였다. 그 팀은 그들의 플레이스타일의 이유로 매체에 의하여 널리 칭송을 받아 사상 최고 아르헨티나의 팀들 중의 하나로 숙고되었다. 우라칸은 32개의 매치를 활약하여 5회의 패배와 함께 19회나 우승하였다. 팀은 62개의 골을 득점하여 30점을 받았다.

## 아르헨티나 축구 국가대표팀
메노티는 1974년 10월 아르헨티나 축구 국가대표팀의 총감독으로 임명되었다.

### 1978년 월드컵
메노티는 1978 아르헨티나 월드컵 결승전에서 아르헨티나가 네덜란드를 꺾고 첫 FIFA 월드컵에 우승했을 때 국가대표팀 감독이었다.

### 1978년과 1982년 사이
1979년 국가대표팀의 스타 선수 디에고 마라도나와 함께 메노티는 일본에서 열린 세계 청소년 축구 선수권 대회에서 아르헨티나 U-20 축구 국가대표팀을 성공으로 이끌었다.

### 1982년 월드컵
1982 스페인 월드컵에서 당시 포클랜드 전쟁에서 패하여 역시 분위기가 좋지 않았던 아르헨티나는 자신들의 오프닝 매치에서 벨기에에게 패하였다. 팀은 우발도 피욜, 호르헤 올긴, 루이스 갈반, 다니엘 파사레야, 알베르토 타란티니; 오스발도 아르딜레스, 아메리코 가예고, 마라도나; 다니엘 베르토니, 라몬 디아스와 마리오 켐페스와 함께 시작하였다. 그러고나서 아르헨티나는 헝가리와 엘살바도르를 꺾었고, 2번째 라운드의 3조에서 이탈리아와 브라질을 만나 둘다 패하였다.

## 이후의 경력
메노티는 1983년 FC 바르셀로나의 총감독으로 임명되어 이듬해 떠나기 전에 그들이 코파 델 레이, 코파 데 라 리가와 수페르코파 데 에스파냐를 우승하는 도움을 주었다.
2017년 2월 3일 CD 과달라하라는 자신들의 아카데미 국장으로서 그를 계약하는 데 공식적인 제안을 만들었다.
2019년 1월 메노티는 아르헨티나 축구 국가대표팀의 국장으로 임명되었다.

## 사망
2024년 5월 5일 85세의 나이에 빈혈이 심해져 한달간 병원에 입원한 후 사망하였다.  사망의 원인은 위암이었다.

## 영예

### 선수

#### 보카 주니어스
- 프리메라 디비시온(1965년)

#### 산투스 CF
- 캄페오나투 브라질레이루 세리이 A(1968년)
- 인터컨티넨털 수퍼컵(1968년)
- 캄페오나투 파울리스타(1968년)

#### 아르헨티나
- 코파 아메리카 3위 (1963년)

### 감독

#### CA 우라칸
- 프리메라 디비시온 (1973년 메트로폴리타노)

#### FC 바르셀로나
- 코파 델 레이(1982년~83년)
- 코파 데 라 리가(1983년)
- 수페르코파 데 에스파냐(1983년)

#### 아르헨티나 청소년
- 세계 청소년 축구 선수권 대회(1979년)

#### 아르헨티나
- FIFA 월드컵(1978년)

### 개인적
- 월드 사커 사상 22번째로 거대한 감독 (2013년)